# Nero (Oper)
Die durch Blut und Mord erlangte Liebe, oder: Nero (HWV 2) ist Georg Friedrich Händels zweite Oper. Ihre Musik ist verschollen.

## Entstehung und Libretto
Noch während sein äußerst erfolgreicher Opernerstling, die Almira, fast an jedem Abend lief, verbrachte Händel die Tage damit, mit dem Schwunge des Erfolges gleich eine zweite Oper zu schreiben. Schon im Februar 1705, sechs Wochen nach der Premiere der Almira, kam sein Nero auf die Bühne des Hamburger Gänsemarkt-Theaters. Auch hier schwelte noch der literarische Streit zwischen den Dichtern, die eine Vorliebe für derbe, satirische oder patriotische Libretti mit einem großen Teil des Hamburger Publikums teilten auf der einen Seite, und denen, welche sich für ernstere und theatertechnisch glaubwürdigere Texte einsetzten. Wie schon im Falle von Almira setzte Barthold Feind dem von Feustking wieder ein eigenes Libretto gleichen Inhalts entgegen: Die römische Unruhe oder: Die edelmüthige Octavia, welches ein knappes halbes Jahr später mit der Musik von Reinhard Keiser Premiere hatte. Während Feind mit Nero | Der verzweiffelte Selbst=Mörder (Weißenfels, 1685, Libretto – und Musik? – von Johann Beer) ein Vorlagelibretto nennt, erwähnt Feustking in seiner Vorrede ausdrücklich, dass er die Schilderungen nur direkt aus den historischen Geschichtswerken entnommen habe. Dass ihm kein italienisches Libretto als Quelle vorlag, dafür spricht die Tatsache, dass Feustkings Nero im Gegensatz zu seinem Almira-Libretto keine Stücke in italienischer Sprache enthält.
Über die Qualität des Textbuches, welches von vornherein für Händel geschrieben wurde und es ihm insofern möglich gewesen sein sollte, im Vorfeld Einfluss zu nehmen, gibt es widersprüchliche Meinungen. Neben dem fesselnden Grundthema, welches die Anklage von Tyrannei, Willkür und lasterhaftem Leben bei Hofe als Ziel hat, erscheinen auch die handelnden Personen interessant und profiliert. Es gibt eine stattliche Anzahl von Ensembleszenen, die Händel oft die Möglichkeit geben, vom starren Schema Rezitativ-Arie abzuweichen: Neben den 50 Arien finden wir 10 Duette, 6 Terzette und 3 Chöre.
Ein anderes Bild vermittelt uns ein überlieferter Ausspruch Händels, den Christian Friedrich Hunold (veröffentlicht unter dem Pseudonym „Menantes“) wiedergibt und aus dem hervorgeht, dass Händel der Qualität des Librettos kritisch gegenüberstand. So kritisiert Händel den mangelnden poetischen Geist der Dichtung:

„Wie soll ein Musikus was schönes machen, wenn er keine schöne Worte hat? Darum hat man bei Componirung der Opera Nero nicht unbillig geklagt: Es sey kein Geist in der Poesie, und man habe einen Verdruß, solche in Music zu setzen.“

Bei der Einordnung dieses Zitats ist sicher zu berücksichtigen, dass Hunold im anhaltenden Streit zwischen den Hamburger Theater-Dichtern ein Gegner Feustkings war.
Der vierundzwanzigjährige Johann Mattheson, der schon in Almira den Fernando gesungen hatte, verabschiedete sich mit der Titelpartie des Nero als Sänger von der Hamburger Bühne, auf der er seit neun Jahren (zunächst mit seiner Knabenstimme) als Solist gestanden hatte, und ging in den diplomatischen Dienst. Er schreibt später darüber:

„Händel führte […] An. 1705, den 8. Jenner, […] seine besagte erste Oper, Almira, glücklich auf. Den 25. Febr. folgte der Nero. Da nahm ich mit Vergnügen Abschied vom Theatro, nachdem ich, in den beiden letztgenannten schönen Opern, die Hauptperson, unter allgemeinem Beifall, vorgestellet, und dergleichen Arbeit gantzer 15. Jahre, vieleicht schon ein wenig zu lange, getrieben hatte: so daß es Zeit für mich war, auf etwas festeres und daurhaffteres bedacht zu seyn; welches auch, GOtt Lob! wohl von Statten gegangen ist. Händel blieb indessen noch 4. biß 5. Jahr bey den hiesigen Opern [er verließ Hamburg schon im Sommer 1706.], und hatte daneben sehr viel Scholaren.“

Auch Händel zog sich, nachdem das Werk drei Aufführungen erlebt hatte, von der Oper am Gänsemarkt zurück, unterrichtete, studierte Werke seiner Kollegen (unter anderem fertigte er eine vollständige Kopie von Keisers Octavia an, die er mit nach Italien nahm), und neben der Komposition der Doppeloper Florindo und Daphne im Jahre 1706 bereitete er seine Abreise nach Italien vor.
Besetzung der Uraufführung
- Nero – Johann Mattheson (Tenor)
- Poppea – Anna-Margaretha Conradi, genannt „Conradine“ (Sopran) (?)
- Tiridates – Johann Konrad Dreyer (Tenor) (?)
- Graptus – Christoph Rauch (Bass) (?)
- weitere Besetzung: unbekannt. Vermutlich sangen noch in weiteren Rollen Anna Maria Schober (Sopran), Anna Rischmüller (Sopran), Margaretha Susanna Kayser (Sopran) und der Bassist Gottfried Grünewald.[5]

Im Gegensatz zur sehr erfolgreichen Almira mit zwanzig Vorstellungen nehmen sich die drei Aufführungen des Nero bescheiden aus. Wegen der beginnenden Fastenzeit musste das Theater jedoch schließen.

## Handlung

### Historischer und literarischer Hintergrund
Der Mord am römischen Kaiser Claudius und die Machtübernahme Neros im Jahre 54, der Anschlag auf Neros Mutter Agrippina im Jahre 59 und das im Jahr 64 n. Chr. brennende Rom, der Feldzug Othos nach Lusitania (Portugal), die Verbannung von Neros Frau Claudia Octavia und die Eingliederung Armeniens ins Imperium durch die römische Krönung Trdats I. zum armenischen König sind in den Annales (12.–15. Buch) des Tacitus sowie in De vita Caesarum (5. Buch: Vita divi Claudi und 6. Buch: Vita Neronis) des Sueton beschrieben. Ferner beruft sich der Librettist auch auf Xiphilinus sowie Cluvius und Fabius Rusticus als Vorläufer-Schriften des Tacitus. Mit Ausnahme der medischen Prinzessin Cassandra sind alle handelnden Personen dort dokumentiert. Allerdings fasst das Libretto historische Ereignisse zusammen, die sich zu unterschiedlichen Zeiten abgespielt haben, wie auch die „Vorrede“ des Hamburger Librettos eingesteht:

„So tritt nunmehro auch der von allen Geschichts-Schreibern so grausahm beschriene Bluthund Nero auff hiesigen Schauplatz: Ein solches Tieger-Thier/ das sich nicht gescheuet/ der jenigen das Leben zu rauben/ die ihm Leben/ ja Cron und Zepter gegeben hatte: Ein solcher Wüterich/ der seine Tugendhaffte Gemahlin erwürget/ und mit unzehlichen Lastern das Hermelin seines Purpurs bestecket/ verunehret/ geschändet: Ja ein solcher Unmensch/ der zuletzt alle ihm erwiesene Dienste und Wohlthaten mit Blut und Mord belohnete. Und dahero achte ich es unnöthig zu seyn/ den Inhalt gegenwärtiges Singspiels weitläuffig zu beschreiben/ in Betrachtung/ daß der Nahme Nero schon genug ist/ das jenige zu erklähren/ was man sonst im Anfang zu entwerfen pfleget. Nur dieses hat man erinnern wollen/ daß man ein und andere Passagen/ die in seinem Lebenslauff verhanden/ und vielleicht der Natur selbst einen Eckel machen/ mit Fleiß vorbey gegangen. Denn ob gleich die von Svetonio und Tacito erwehnte Buhlschafft des Neronis mit seiner Mutter der Agrippina die Liebes-Intrigve hätte erweitern können/ so ist doch solches aus verschiedenen Uhrsachen aus der Acht gelassen/ theils weil sie honeten Gemüthern unangenehm/ theils auch/ daß sie der Verfasser einiger massen in Zweiffel ziehet. Denn der nur ohne Vorurtheil die Worte Taciti Annal. XIV. Cap.2. durchlieset/ der wird leicht mercken/ daß sie nicht so gewiß geschrieben/ als geglaubet werden. Tacitus folget nemlich den Fußstapffen des Cluvii und Fabii Rustici, die sich aber beyde ziemlich wiedersprechen/ weil jener die Blutschande der Agrippinen/ dieser aber dem Neroni beyleget/ mit welchen auch Svetonius in Vit. Ner. Cap.28. übereinstimmet/ und noch einige Umbstände/ unwissend woher? hinzugefüget. Allein beydes kommt nicht überein mit dem/ was Xiphilinus in Ner. p.m.162. berichtet: Daß nemlich Nero eine andere/ die der Agrippinen sehr ähnlich gewest/ hefftigt geliebet/ und dannenhero daß er mit seiner Mutter buhle/ vorgegeben habe. Eine andere Bewandniß hat es mit der Beschuldigung der von ihm angezündeten Stadt Rom/ Sveton. giebet sie zwar Cap.38. vor eine gewisse Warheit aus; allein Tacitus Annal. XV.39. ist etwas behutsamer […] und nachmahls setzet er hinzu/ daß der Kayser damahls in Antium gewesen/ und nicht eher in Rom gekommen/ als biß das Feuer schon die Mæcenatischen Lustgärten ergriffen […] So weiß man auch noch nicht die Uneinigkeit der alten Geschichtschrieber zu vergleichen/ die sie/ umb den Mutter-Mord vielleicht desto greulicher vorzubilden/ angemercket: Svetonius Cap.34. bringet die Nachricht/ er habe ihre entblöste Glieder und deren Bildung theils gelobet/ theils getadelt/ auch dabey getrunken […] Allein offtoemelter Tacitus zweiffelt sehr/ ob er sie nach ihren Tode auch einmahl gesehen. […] dergleichen wieder einander streitende Dinge sollten manchen curieusen Kopff wohl auff die Gedancken bringen: es hätten sich die damahligen Geschichtschreiber bemühet/ die grösse der Neronischen Laster mehr und mehr zu vergrössern/ umb denen späten nachkommen ein vollkommenes Scheusahl der Natur mit lebendigen Farben abzumahlen. Und in Warheit/ es giebet Tacitus unter andern zu dieser Soupçon weitere Anleitung/ da er Annal. lib. XVI. Cap.3. von dem Tode der Poppæa, und dessen Ursachen redet/ und saget/ daß einige meinen/ er habe sie mit Gifft hingerichtet […] Im übrigen hat der Verfasser die Ahnlichkeit der Geschicht mit einigen Fictionibus gleichsahm verdunckeln müssen/ auch dahero ein und andere wieder die Zeit-Rechnung streitende Dinge […] einzumischen sich nicht entlegen können/ welches ihm verhoffentlich so wenig zur Ignorance kann ausgeleget […] werden. […] Schließlich bittet er/ die Poësie nicht mit allzu ungnädiger Censur zu belegen/ weil man deren Unvollkommenheit selbst mit mittleidigen Augen ansiehet.“

### Erster Akt
Der Schauplatz der ersten Szene ist der Campus Martium in Rom, in dessen Mitte ein hohes und mit vielen Statuen versehenes Gerüst aufgerichtet ist. Hier finden das Begräbnis und die Erhebung zum Gott des verstorbenen Kaisers Claudius durch seinen Sohn Nero statt. Im Anschluss beschwert sich Nero noch am selben Platz bei Poppea, die er begehrt, dass er keine Anteilnahme von ihr gespürt habe, und wird zudringlich. Sie wehrt mit verschiedenen Hinweisen ab. Dann erfährt sie, dass Nero ihren Mann Ottone in den Feldzug nach Portugal geschickt hat, damit sie frei für ihn würde. Sie reagiert jedoch zunächst empört. Prinz Tiridates aus Armenien nähert sich der ängstlichen Poppea und sagt ihr, dass er ihre Liebe wolle. Sie lehnt ab. Als Mann verkleidet, kommt Cassandra aus Medien dazu. Sie ist enttäuscht, da Tiridates mit ihr bereits vorher angebändelt hatte: Poppea hat einen weiteren Ablehnungsgrund, und sie geht ab. Nunmehr sind Cassandra und Tiridates allein, und Cassandras Zorn steigert sich. Er leugnet, sie überhaupt zu kennen. Ein unterer Schauplatz öffnet sich, man sieht das kaiserliche Mausoleum, worin die Büsten der verstorbenen Kaiser aufgestellt sind. In der Mitte steht ein kleiner Altar. Octavia, Böses von Nero ahnend, geht zu den Priestern. Nero hat sich aber (als Priester verkleidet) unter diese gemischt. Octavia vertraut den Priestern weinend an, dass Nero ihren Vater Claudius vergiftet hat, und sie ahnt, dass ihre Lebensfreude nicht mehr lange dauern werde, da springen Nero und Anicetus mit der Leibwache zornig hervor. Nero beschimpft sie öffentlich, sie verleumde ihn, und schwört Rache. Sie bittet um Gnade, wird aber verhaftet. Der kaiserliche Ratgeber Seneca mahnt Nero, sich in seinen Neigungen zu mäßigen. Graptus, der von Claudius freigelassene Sklave, der ihn nun beerdigen muss, lässt keinen Zweifel daran, dass er seinem alten Herrn keine Träne nachweint.
Im großen Palastsaal treffen sich in freundschaftlichem Gespräch Cassandra und Poppea. Erstere, immer noch in Männerkleidung, zeigt Poppea ein Porträt von Tiridates, um ihre Vorrechte an diesem zu begründen. Poppea, die Verdacht schöpft, dass „Cassandra“ möglicherweise kein Mann ist, trifft Tiridates in einem anderen Zimmer und will von ihm erfahren, wer auf dem Bildnis zu sehen ist. Tiridates gibt zwar zu, dass ihm dieses Bild ähnlich ist, er leugnet aber, es selbst zu sein. Als er geht und dafür Nero erscheint, hat Poppea das Bild noch immer in den Händen. Nero wird wieder zudringlich und will sie küssen, dabei entdeckt er das Porträt. Eifersüchtig entreißt er es ihr. Sie beschwichtigt, indem sie sagt, das Bildnis sei nur geliehen. Seneca rät Nero, seiner Frau Octavia zu verzeihen, denn dieser will sie verstoßen. Graptus tritt mit Harlekinen zu einem Tanz auf, der den Kaiser ablenken soll.

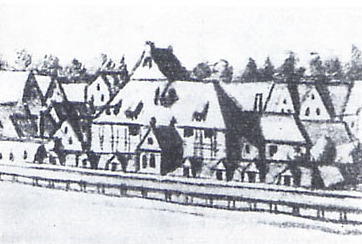
„Opern-Theatrum“ am Gänsemarkt. Ausschnitt aus der Stadtansicht Paul Heineckens, 1726

### Zweiter Akt
Nero und sein Hofstaat befinden sich im Sommerpalast. Octavia sitzt mit einer Angel am Teich. Agrippina liegt im Fenster des Palastes. Dieser befindet sich im Umbau. In dem gleichen Augenblick fällt ein Steinbrocken des Palastes herunter. Agrippina, die fast Verunglückte, wittert Verrat. Sie meint, man wolle sie lebendig begraben. Aber Octavia ist sicher, dass sie gemeint war.
Zu den Vorigen kommen Anicetus und Seneca hinzu. Ersterer teilt Octavia mit, dass Nero sie in Rom erwartet und alle Römer froh darüber sind. Agrippina, mit Seneca allein geblieben, will ihn zum Giftmord an Nero anstiften.
Seneca und Anicetus begrüßen Octavia wieder im kaiserlichen Saal Rom mit großen Worten. Octavia bittet Nero um Gnade, der sie mit dem Hinweis gewährt, bald wieder in ihren Armen liegen zu dürfen. Octavia fühlt sich genesen. Auf Senecas Rat und Wunsch soll auch Agrippina nach Rom geholt werden. Seneca geht, um die Weisung in die Tat umzusetzen. Poppea zeigt sich über die Ereignisse besonders froh: sie ist ja nun erst einmal vor Nero sicher.
Nero nimmt nun auch seine in Rom eingetroffene Mutter in Gnaden wieder an, gibt ihr aber Verhaltensregeln über die Unterlassung von Machtmissbrauch: Dieses Recht stehe nur ihm zu.
Nero will seinem Volk „Brot und Spiele“ geben. Er will, ähnlich Paris, unter den drei ihn umgebenden Römerinnen, Octavia, Poppea und Cassandra, Poppea als die Allerschönste für sich auserwählen. Dann treffen sich Seneca, Cassandra und Tiridates. Seneca beklagt den Niedergang der Werte in Rom. Cassandra ist voller Hoffnung, Tiridates’ Liebe zu bekommen. Dieser behauptet nach wie vor, Cassandra nicht zu kennen, bittet aber um ihren Namen und die Bekanntgabe ihres Vaterlandes. Sie bekennt, dass sie aus dem Land der Parther zwischen Euphrat und Tigris stammt und von dorther gesandt ist. Auf Befragen sagt sie ihm auch, dass sie auch in Medien, und zwar unter dem Namen Lachisis, war. Aber die dortige Kronprinzessin nahm sich (angeblich) das Leben. Nun ist Tiridates neugierig und gespannt und möchte wissen, wie die Kronprinzessin geheißen hat. Sie antwortet: „Cassandra.“ Schuld an dem Todesfall soll ein untauglicher Prinz gewesen sein. Tiridates ist sicher, dass er damit gemeint ist.
Plötzlich wechselt seine Stimmung. Nun behauptet er, dass Cassandra nicht tot sein kann, und bezichtigt sein Gegenüber als Lügner. Fast wie ein Irrer fragt er nach Cassandra. Niemand kennt sie. Er glaubt, in ein Komplott geraten zu sein. Seneca und Anicetus versuchen vergeblich, ihn zu beruhigen. Sie denken allmählich, dass der junge König ein schuldbeladener Irrer ist.
Graptus, in einer Szene für sich allein, versteht die Welt nicht mehr. Er versteht Senecas Andeutungen nicht. (Dieser soll immerhin Nero töten.) Er versteht auch die von Anicetus erfahrene Geschichte eines wahnsinnigen Tiridates nicht. Auf jeden Fall beschließt er, niemals ein Philosoph zu sein.

### Dritter Akt

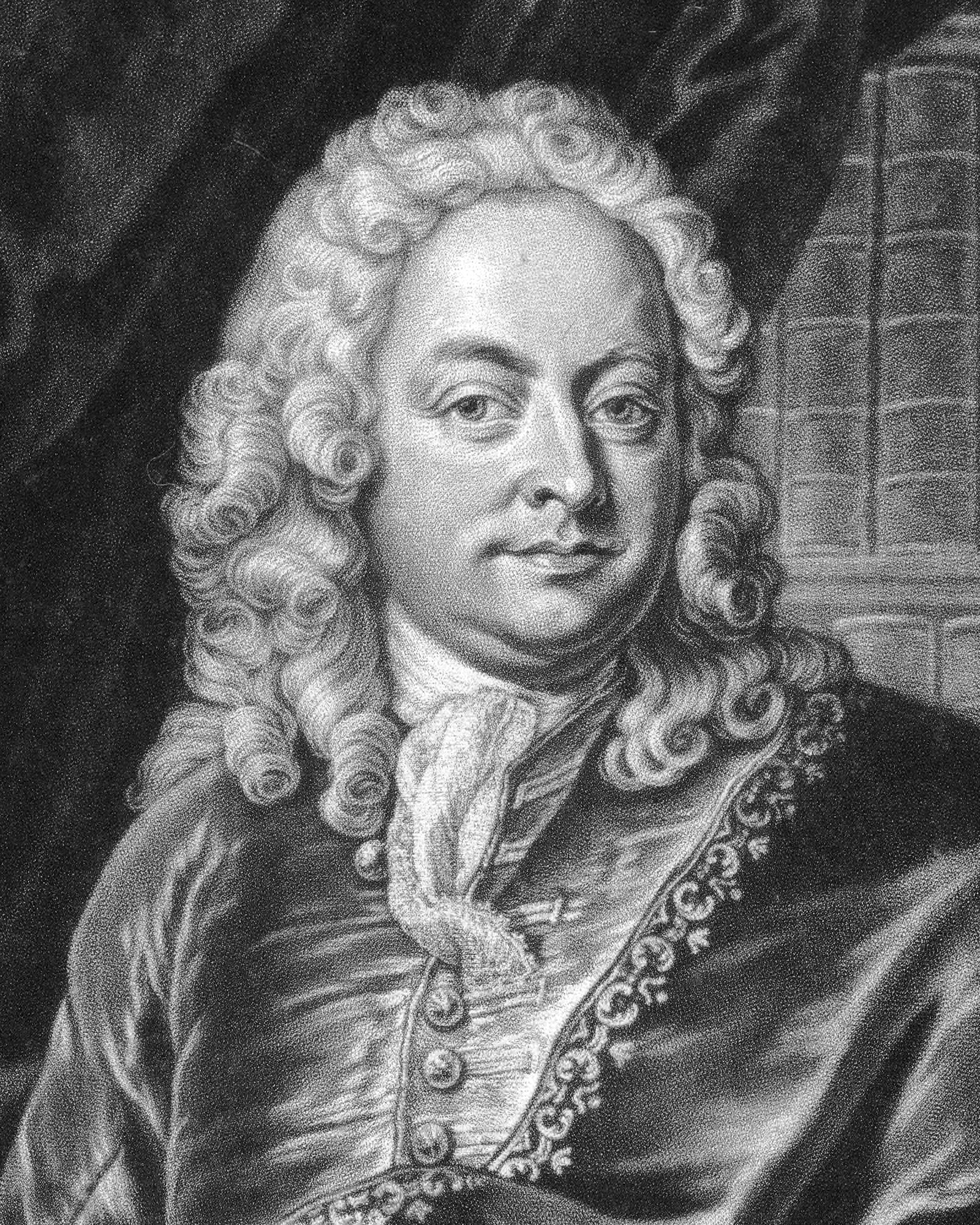
Johann Mattheson, auch Dirigent, Komponist und Musikgelehrter. Er beendete mit der Titelpartie im Nero seine Gesangskarriere.

Im Lustgarten befindet sich eine kleine Schaubühne. Der kaiserliche Hofstaat verfolgt, wie sich der Vorhang öffnet und die (allerdings von der griechischen Mythologie abweichende) Geschichte von Paris, Juno, Venus und Pallas gespielt wird:
Der schöne Schäfer Paris bewundert die grünen Täler und feuchten Wiesen. Drei Nymphen, die Göttinnen Juno, Venus und Pallas, kommen, und er hat die Aufgabe zu entscheiden, welche von den dreien die schönste ist. Paris ist scheu und glaubt sich zu einer solchen Entscheidung nicht erkühnen zu dürfen. Er versucht diplomatisch zu sein, indem er sie alle drei für gleich schön erklärt. Aber Juno und Venus verlangen eine Entscheidung. Er verlangt Bedenkzeit. Sie gehen, um bald wiederzukommen. Nachdem sich Paris mit jeder Dame einzeln getroffen hat, ist er erst recht unentschlossen. Nach langem Hin und Her entscheidet sich Paris schließlich für Venus. Die Folge: Die beiden anderen beschimpfen ihn als Betrüger. Das „Theater im Theater“ schließt mit einem Duett von Paris und Venus.
Cassandra ist allein im kaiserlichen Garten und beklagt, dass sie zwar ihr fremdes Kleid, nicht aber ihre Sorgen abgelegt habe. Vor allem macht ihr die Raserei Tiridates’ Angst.
Auch Anicetus befindet sich allein. Er sinniert darüber, dass Octavia (als schöne Pallas dieser Zeit) und Agrippina (als mächtige Juno dieser Zeit) zum Vorspiel ihres Unglücks dienen müssen. Deren bisheriges Glück ist wie dichter Schnee, weil Poppea (als jetzige strahlende Venus) siegen wird, um bald in Paris’ (Neros) Armen zu liegen. Nun ist ihm die Analogie zur Paris-Szene auf der kleinen Bühne bewusst.
Tiridates sucht immer noch Cassandra, und vor Kummer sinkt er erschöpft in einen Schlaf. Nun liegt er unter einem Baum in des Kaisers Garten. Poppea kommt in die Nähe, glaubt sich aber allein. Sie weiß immer noch nicht, ob sie sich von Nero bezirzen lassen soll. Dieser erscheint wie gerufen und bittet erneut darum, von ihr verehrt zu werden. Sie meint, dass ihr Schmeicheleien nicht gefallen. Er jedoch betont die Ernsthaftigkeit seiner Werbung. Im Übrigen möchte sie nicht einfach nur seine Nebensonne sein, denn da gibt es ja noch Octavia, die Kaiserin. Tiridates schläft immer noch. Cassandra tritt zu den beiden Sich-nicht-einig-werden-Könnenden. Im Schlafe ruft Tiridates nach Cassandra. Poppea und Nero sind verstimmt, dass jemand zugehört hat. Schließlich erkennen sie erschreckt Tiridates. Nero will wissen, wen Tiridates meint. Poppea erinnert ihn an das Bild in ihrer Hand und hat den Verdacht, dass der in Mannestracht des neuen Königs Braut und die Cassandra sei. Nero fragt, warum sich diese zu verstecken sucht. Nun meldet sich Cassandra, dies im Hinzukommen hörend, und erklärt, dass Tiridates sie, als sie verlobt waren, verlassen hat. Zur Probe habe sie (als Mann verkleidet) ihm erzählt, dass Cassandra sich aus Scham und Trauer selber getötet habe. Daher auch Tiridates’ (scheinbare) geistige Verwirrung. Als nun dieser allmählich wach wird, erzählt man ihm, dass Cassandra lebt und neben ihm steht: große Überraschung, edle Verzeihung und große Freude.
Der neue Schauplatz ist das brennende Rom, das man von einem Berg aus übersehen kann. Einige Mordbrenner springen mit brennenden Fackeln herum. Octavia, Agrippina und Seneca sind sich darüber einig, dass Nero der Befehlshaber der Brandstiftung ist. Man beschließt mit Anicetus zusammen, über des Kaisers Gräueltat zu schweigen. Dafür aber nimmt Anicetus die Gelegenheit wahr, Octavia von seiner Liebe zu ihr zu berichten. Nero, der hinzutritt, bezichtigt Octavia einer Beziehung zu Anicetus. Vom Kaiser befohlen, erklärt Anicetus seine Liebe zu Octavia und beichtet heuchlerisch, dass auch Agrippina dem Kaiser nicht treu sei. Nero verbannt seine Frau.
Tiridates bekommt erneut die Königskrone von Armenien und wird dafür Bundesgenosse Roms. Nero ist obendrein mit der Vermählung Tiridates’ mit Cassandra einverstanden. Poppea gibt zu, dass sie Neros Werbung nicht widerstehen kann. Seneca freut sich und spricht Glückwünsche aus. Schließlich bekommt noch das Volk „Brot und Spiele“ und singt, unbeeindruckt von allen Scheußlichkeiten: Hymen gesegne diß edele Paar!

## Musik
Die Musik von Nero ist nicht erhalten. Gelegentlich ist vermutet worden, Händel habe das Autograph oder die Direktionspartitur („Handexemplar“) mit nach Italien genommen oder auf seiner Durchreise nach Italien am Hofe in Hannover bei Prinzessin Caroline von Ansbach hinterlegt. Doch hatte Händel seit seinem Italienaufenthalt eine ausgezeichnete Handbibliothek seiner eigenen Werke, sodass uns die Nero-Partitur auf diesem Wege wahrscheinlich erhalten geblieben wäre. Indes wirft der Ausspruch des Sängers Johann Konrad Dreyer, der nach dem Weggang Keisers (September 1706) Mitpächter des Opernhauses und somit verantwortlich für dessen weiteren Betrieb war, über die Schwierigkeiten des Wiederbeginns der Arbeit kein gutes Licht auf eine sichere Verwahrung des Notenmaterials am Opernhaus:

„Wie der Anfang zur Opern Aufführung gemacht werden sollte, waren alle Partituren versteckt. Ich nahm also erst Salomo hernach Nebucadnezar vor, und suchte die Partitur von denselben aus den einzelnen Stimmen zusammen. So bald die Besitzer der völligen Partituren solches sahen, kamen nach und nach einige andere zum Vorschein.“

Dennoch scheint 1830 eine handschriftliche Partitur des Nero aus dem Nachlass des Hamburger Musikalienhändlers und Organisten Johann Christoph Westphal verkauft worden zu sein, von der seitdem jede Spur fehlt.
Es gibt nach Friedrich Chrysanders Auffassung ein von Johann Mattheson geschriebenes Partiturmanuskript von Almira. Zu Beginn des 19. Jahrhunderts erwarb der Wahl-Berliner Georg Poelchau diese Abschrift aus dem alten Hamburger Opernarchiv. Zu dieser Berliner Partitur gehören zwei Ouvertüren. Man nimmt an, dass die an zweiter Stelle eingebundene Ouvertüre diejenige ist, die zu Almira gehört.
Über die andere, als erste eingebundene Ouvertüre besteht hinsichtlich der Autorschaft und Zugehörigkeit Rätselraten. Da Händel bereits am Nero arbeitete, noch ehe die Almira ganz fertiggestellt war, und Mattheson an beiden Opern Rat gebend beteiligt war, wäre die Vermutung nicht unschlüssig, dass diese Ouvertüre zum Nero gehört.
Eine zweite Möglichkeit wäre freilich, dass die erste Ouvertüre von Georg Philipp Telemann ist, die er für die Neuinszenierung der Händelschen Almira am Hamburger Theater 1732 komponierte.
Aus dem Textbuch wissen wir, dass Händel im Nero für einen selbständigen Chor (also keine „Solistenvereinigung“) komponierte. So traten hier die römischen Priester und das wankelmütige, leicht zu beeinflussende römische Volk als handelnde Gruppen auf.
Ferner kann man dem Libretto entnehmen, dass Tanz bzw. Ballett eine umfangreiche Rolle gespielt haben müssen. So gibt es Tänze und Tanzgruppen der Kämpfer bzw. Fechter, sogar der Priester, der Harlekine, der „Mordbrenner“ (Brandstifter und Mörder) und der Kavaliere mit ihren Damen.